# Díana Dögg Magnúsdóttir
Díana Dögg Magnúsdóttir (født 19. september 1996 i Vestmannaeyjar, Island) er en kvindelig islandsk håndboldspiller som spiller for Valur og Islands kvindehåndboldlandshold.

## Meritter

### Valur
- Úrvalsdeild kvenna:
  - Vinder (1): 2019
- Islandske pokalturnering:
  - Vinder (1): 2019